# Tour-pigeonnier de Labio
La Tour-pigeonnier de Labio (ou Tour de Picatal) est un édifice situé au lieu-dit de Labio, sur la commune de Gourdon. 
La tour, constituée d'un bel appareillage de grès, est dotée de baies géminées et d'archères cruciformes. Lieu de résidence sur deux niveaux, cette tour médiévale isolée a connu différents usages, dont celui de pigeonnier.
en France.

## Localisation
Le pigeonnier est situé dans le département français du Lot.

## Historique
La tour dite de Labio s'est aussi appelée La Ricardie, nom d'un de ses propriétaires. La forme des fenêtres permet de la dater de la fin du XIIIe siècle ou du début du XIVe siècle.
Le pigeonnier est inscrit au titre des monuments historiques le 28 février 2012.
Cette tour de garde permettait un contrôle de la Marcillande contre le braconnage.

## Description
Tour carrée de trois étages avec un toit en pavillon.